# Sportweddenschap

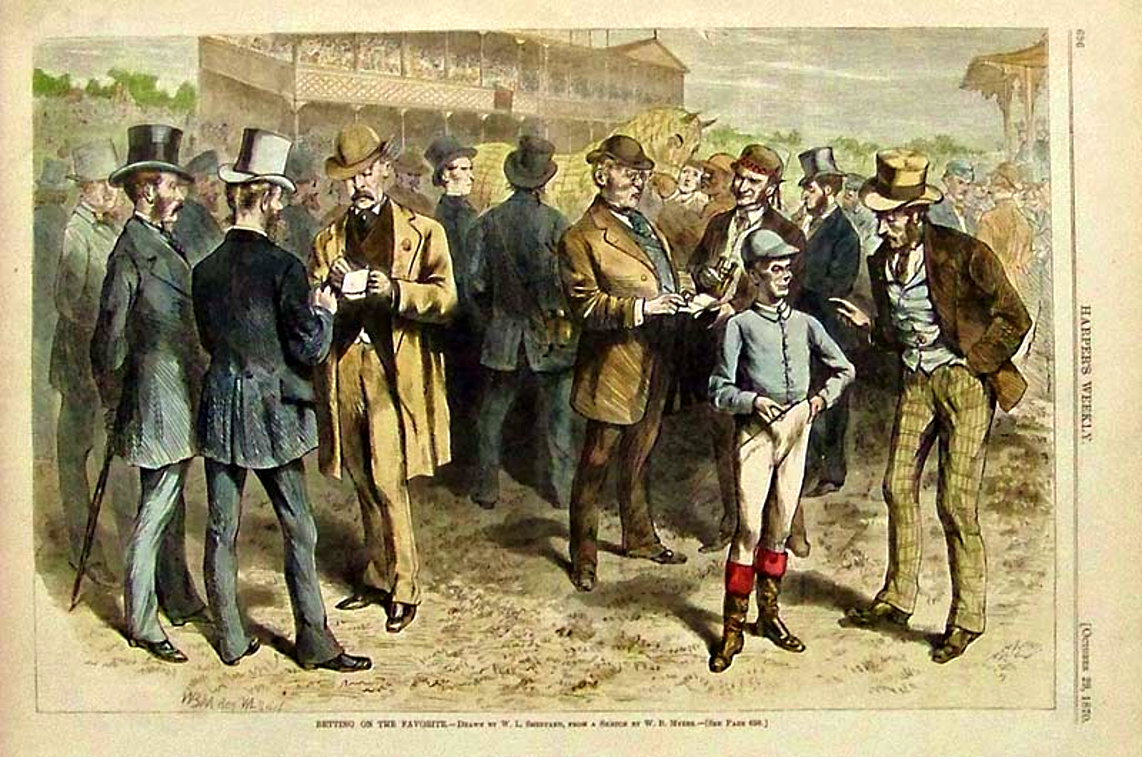
Betting on the Favorite

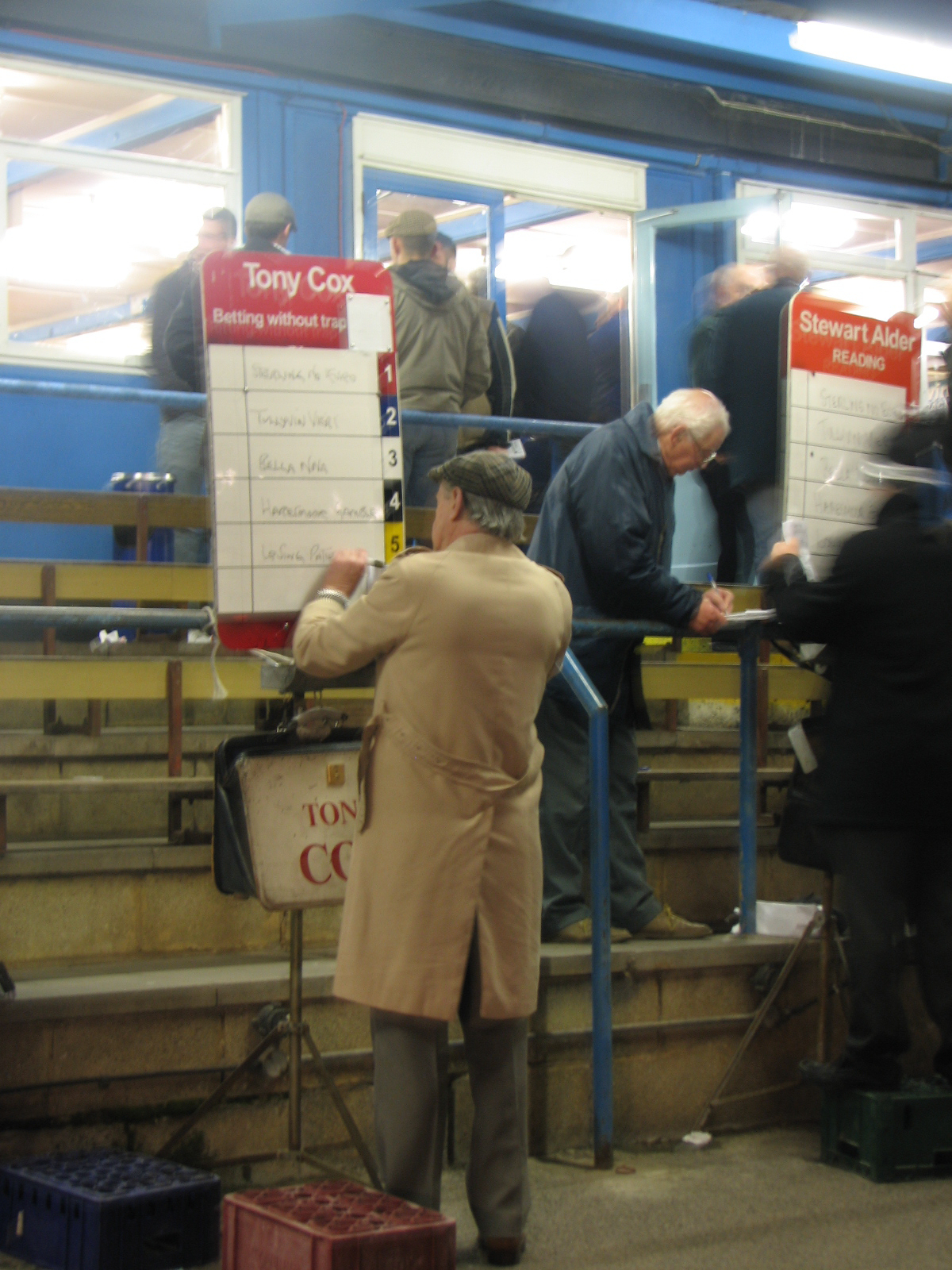
Bookmakers bij hondenraces in Reading (Engeland)

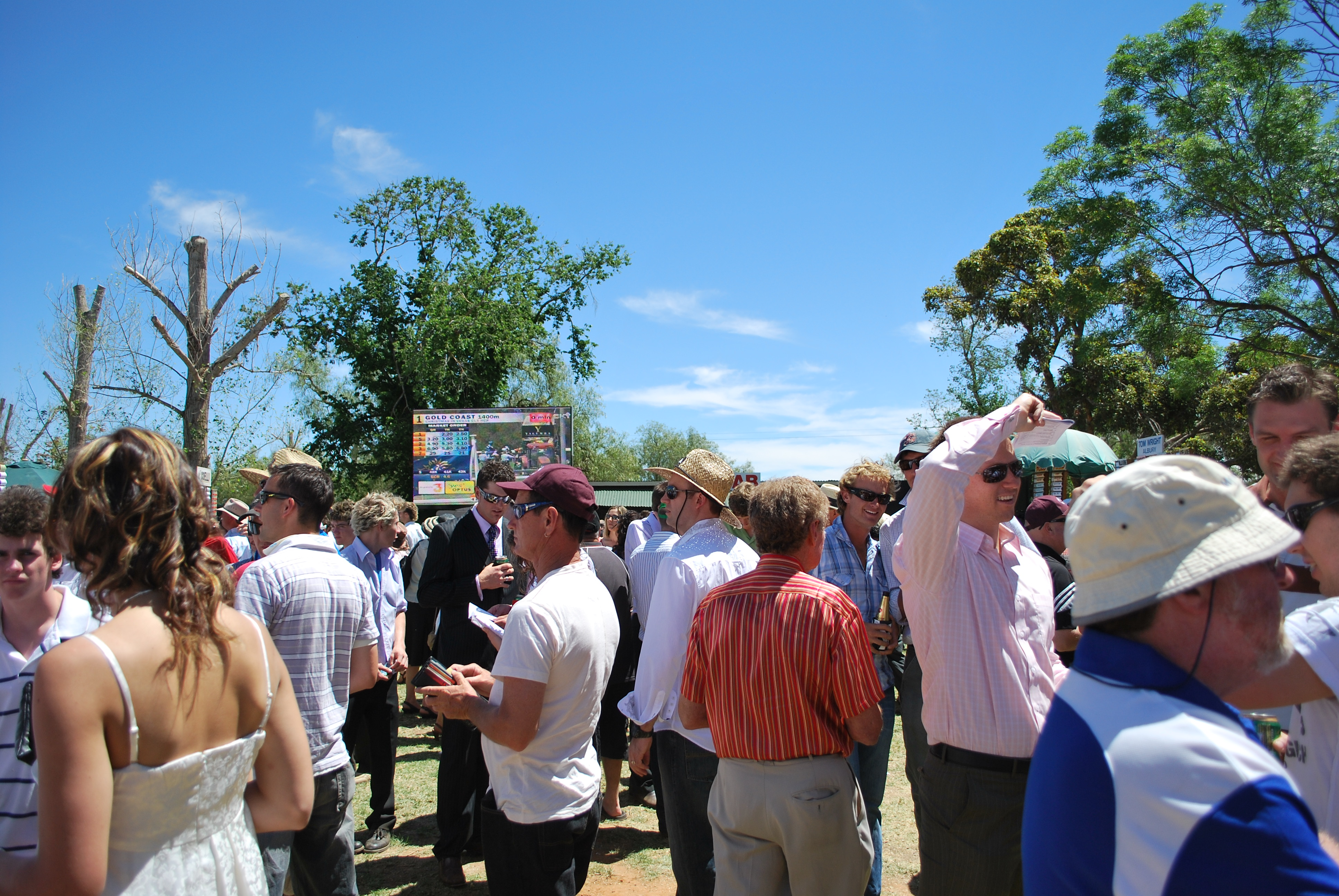
Gokken bij de Berrigan Gold Cup-paardenraces in Australië in 2008

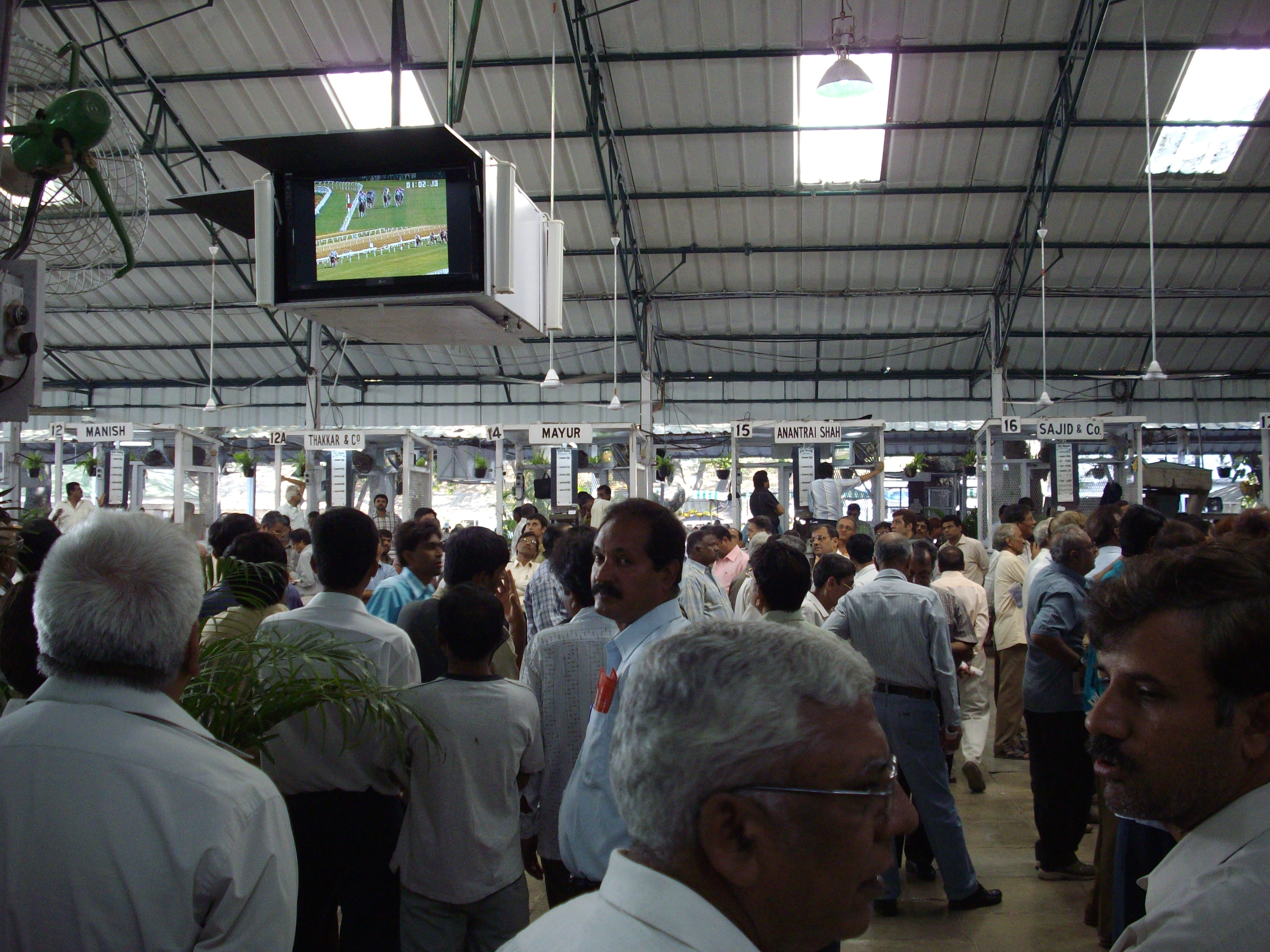
Gokken bij paardenraces in India

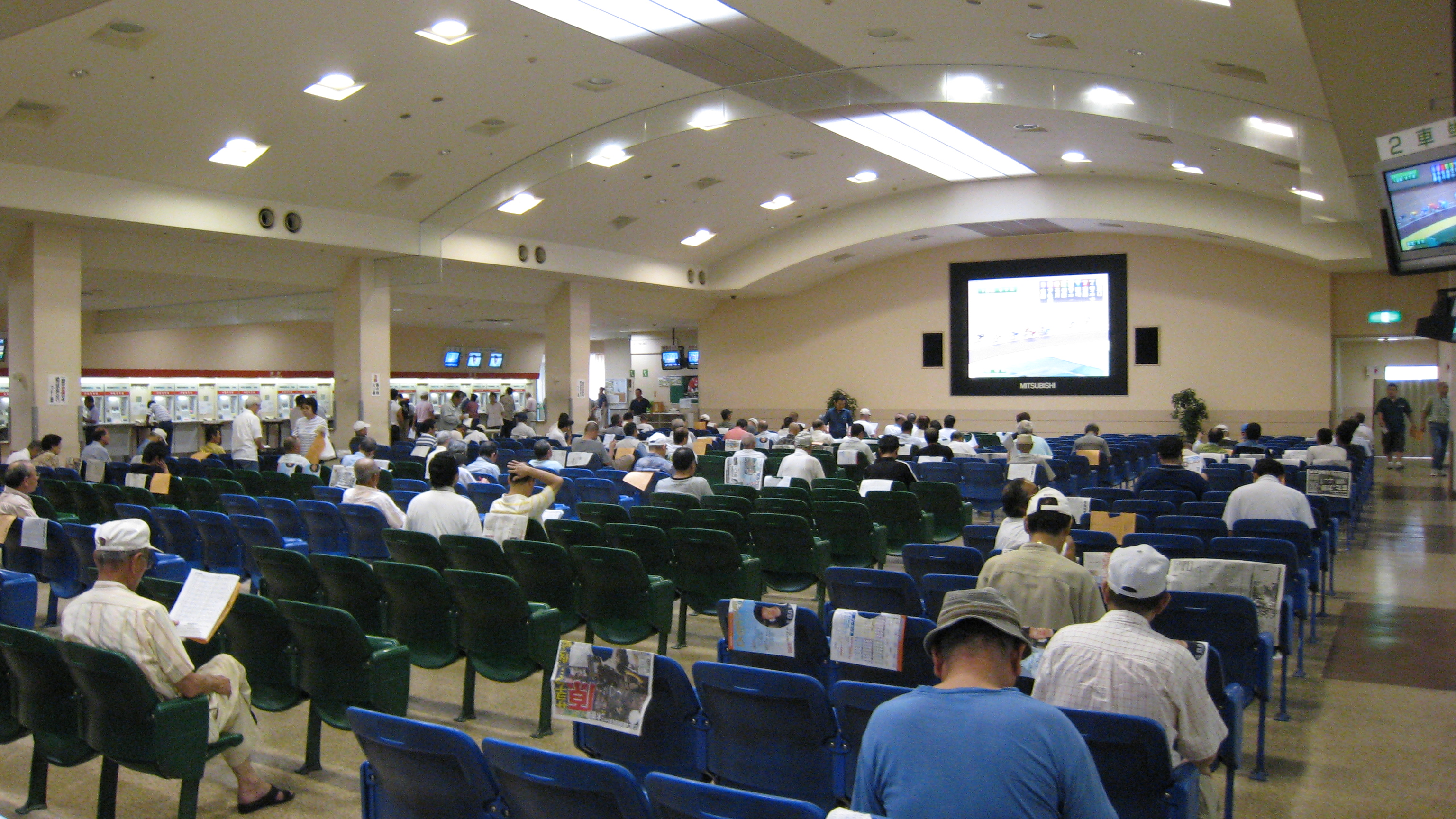
Gokken op wielrenwedstrijden in Tatebayashi (Japan)

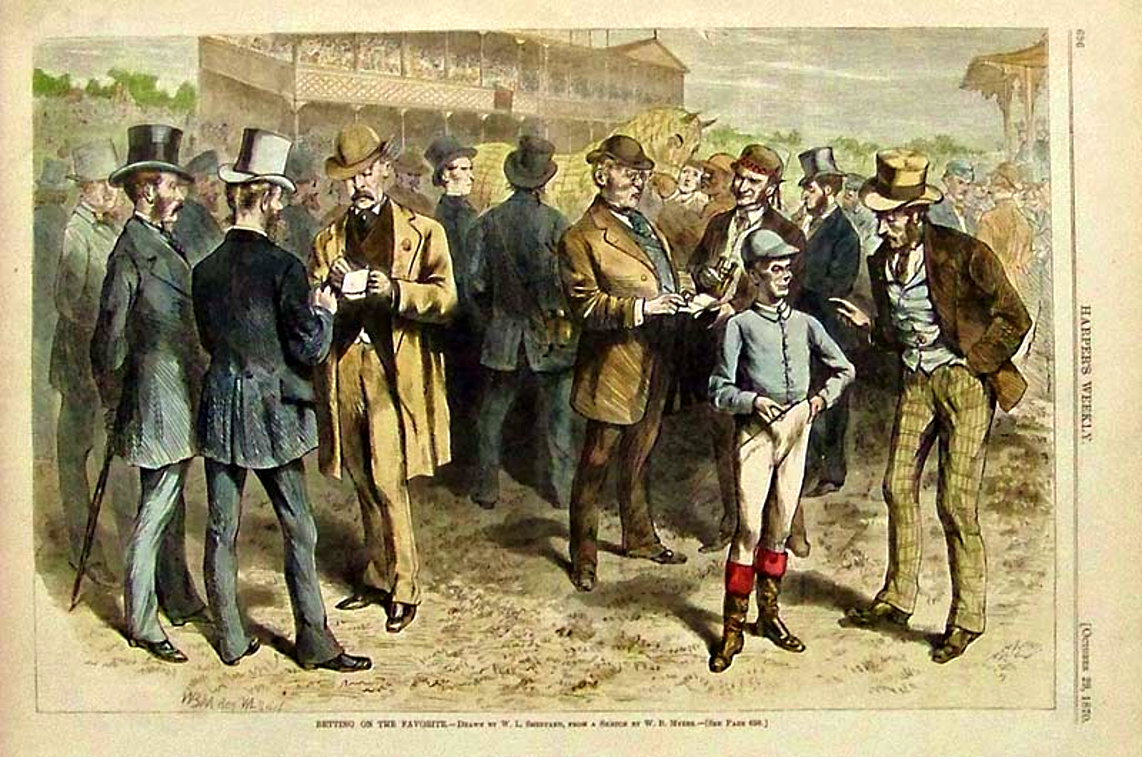
Betting on the Favorite, houtsnede uit 1870

Een sportweddenschap is een weddenschap die geplaatst wordt op sportevenementen. Door geld te plaatsen op een team of individu en daarbij te voorspellen hoe deze partij het sportevenement zal voltooien, kan de wedder geld terugverdienen wanneer deze voorspelling ook daadwerkelijk uitkomt. Blijkt de uitslag verkeerd, dan zal de wedder in de meeste gevallen zijn geld kwijt zijn.

## Internet
Sinds de komst van internet heeft de wereld van sportweddenschappen een hoge vlucht genomen. Wedden via internet bood de mogelijkheid anoniem te spelen vanuit je eigen huiskamer. Iedereen kan tegenwoordig eenvoudig vanuit huis op websites van zogeheten bookmakers (wedkantoren) een account aanmaken om geld te plaatsen op allerhande sportweddenschappen. Vanaf oktober 2021 worden er licenties vrijgegeven en gaat de wet kansspelen op afstand (KOA) in en zal de Nederlandse markt worden gesloten voor bookmakers die niet over een licentie beschikken.
Soorten:
- fixed odds – Weddenschap tussen de speler en de organisator. De organisator stelt de quotering (odds) vast van een sportuitslag waartegen spelers geld kunnen inzetten. Een quotering bepaalt wat men krijgt uitbetaald indien men een weddenschap afsluit en wint. De quotering wordt vastgesteld voordat de wedstrijd begint.
- exchange betting of parimutual betting – Weddenschap tussen twee spelers. De organisator krijgt een commissie.
- live betting – Er kan worden tijdens het spel gewed worden op gebeurtenissen.

## Online weddenschappen
Van de bovengenoemde soorten weddenschappen zijn inmiddels, zeker na de komst van het internet, erg veel verschillende varianten. Dit zijn een aantal van de meest gespeelde online sportweddenschappen in Nederland:
- 1X2 – 1X2 weddenschappen zijn weddenschappen waarbij de speler de uitkomst van de wedstrijd voorspelt. De 1 staat voor winst voor het thuisspelende team, de X staat voor gelijkspel en de 2 staat voor winst voor het uitspelende team.

- Handicap – Een handicap weddenschap is een variatie op de 1X2 weddenschap. Het principe is hetzelfde, het voorspellen van het winnende team, alleen wordt hier een van de teams een virtuele achterstand, ofwel een handicap opgelegd.

- Over/onder – Bij een over/onder weddenschap wordt een uitslag gegeven voor een statistisch aspect van een wedstrijd en de speler moet voorspellen of het resultaat hoger of lager (over of onder) zal zijn. Bijvoorbeeld, de bookmaker biedt een over/onder weddenschap aan voor 2.5 doelpunten in een voetbalwedstrijd. Bij 2 of minder doelpunten wint de onder weddenschap, bij 3 of meer doelpunten wint de over weddenschap.

- Head-to-Head – Bij een head-to-head weddenschap worden twee sporters tegenover elkaar gezet, bijvoorbeeld twee coureurs in een motorsport race, en dient de speler te voorspellen wie van de twee een beter resultaat behaalt.

## Criminaliteit
Sportweddenschappen staan ook al vele jaren in de belangstelling van de georganiseerde misdaad. Op grote schaal werden de uitslagen van sportevenementen beïnvloed door de onderwereld, waardoor de favoriete winnaars omgekocht werden en de massa zijn geld zette op de sterkste partij, terwijl deze instructies had gekregen om de winst weg te geven aan de opponent (matchfixing). Met deze voorkennis kon de onderwereld vanzelfsprekend enorme bedragen opstrijken door op de underdog in te zetten.

## Wet en regelgeving in Nederland
In de Nederlandse Wet op de kansspelen wordt onderscheiden:
- Sportprijsvraag; de draf- en rensport valt hier niet onder. De Lotto (Stichting De Nationale Sporttotalisator) heeft het monopolie en gebruikt het merk Toto. Het gaat om voetbal (voetbaltoto), maar ook om andere sporten.
- De totalisator; dit betreft de draf- en rensport. ZEbetting & Gaming Nederland B.V. heeft het monopolie.

Voor de kansspelbelasting is het loterijregime van toepassing.

## Sporten
Sporten waarop gegokt wordt, zijn onder meer:
- Paardenrennen
- Autosport
- Voetbal
- Basketbal
- Honkbal
- Boksen
- IJshockey
- Tennis
- Hockey
- American football
- Volleybal
- Darts
- Golf
- Tafeltennis
- Waterpolo
- Wielrennen
- Honkbal
- Handbal
- Atletiek
- Cricket
- Vechtsport
- Zeilen
- Veldrijden
- Online sporten (E-sports)

## Wedden op E-sports
E-sports zijn een relatief nieuwe ontwikkeling. Bij een E-sports-toernooi nemen gamers het tegen elkaar op en zijn er enorme geldprijzen te winnen. Een E-sports-wedstrijd is net als iedere ‘normale’ sportwedstrijd: verschillende spelers of teams strijden tegen elkaar, waarna er één speler of team met de winst vandoor gaat. Het verschil is dat het bij E-sports niet om fysieke maar om elektronische sport gaat.
De populairste E-sport van dit moment is het spel Fortnite. Fortnite is een zogenaamde third-person shooter, ontwikkeld door Epic Games. Het spel bevat een ‘battle royale’-modus waarbij er uiteindelijk één speler overblijft, deze speler wint het spel. Fortnite heeft met 350 miljoen spelers het hoogste aantal online spelers ooit.
Natuurlijk is het niet alleen Fortnite dat op hoog niveau en voor grote geldprijzen wordt gespeeld. Andere bekende E-sport games zijn League of Legends en Dota 2. Dit zijn spellen van een totaal ander soort dan Fortnite. League of Legends en Dota 2 vallen in de categorie MOBA: Multiplayer Online Battle Arena game. E-sport-wedstrijden volgen vaak een knock-out structuur: de winnaar blijft in de race, voor de verliezer is kans op de eerste plaats direct verkeken. Er gaat veel geld om in E-sports: de prijzenpot voor het Fortnite-toernooi in 2019 bedroeg 30 miljoen dollar, waarvan 3 miljoen werd gereserveerd voor de uiteindelijke winnaar.
Ook op deze nieuwe vorm van sport kunnen weddenschappen worden afgesloten. Grote game-toernooien kunnen vervolgens via streamingsplatformen zoals Twitch live bekeken worden. Elk spel heeft eigen regels en richtlijnen. Net als bij ‘echte’ sportwedstrijden, is er bij E-sports ook een scheidsrechter aanwezig die de naleving van de spelregels nauwlettend in de gaten houdt. Spelers worden bestraft of zelfs gediskwalificeerd wanneer ze zich niet aan de regels houden.